# Qasem-e Anvar
Qāsem-e Anvār (Qāsim-i Anwār) (en persan : قاسم انوار), né à Sarab, Tabriz en 1356 et mort en 1433, est un poète iranien soufi.
Qāsem-e Anwār a écrit des ghazals, molammas et tuyuḡs (en) en simple turc azéri.
Il était un propagandiste timuride.